# Спиноне-аль-Лаго
Спиноне-аль-Лаго (итал. Spinone al Lago) — коммуна в Италии, располагается в регионе Ломбардия, в провинции Бергамо.
Население составляет 970 человек (2008 г.), плотность населения составляет 970 чел./км². Занимает площадь 1 км². Почтовый индекс — 24060. Телефонный код — 035.
Покровителем населённого пункта считается святой San Carlo.

## Демография
Динамика населения:

## Администрация коммуны
- Официальный сайт: http://www.comune.spinone-al-lago.bg.it/